# Oezbeken
De Oezbeken (Oezbeeks: O‘zbek, meerv. O‘zbeklar of O‘zbekler) zijn een Turks volk in Centraal-Azië. Oezbeken spreken de Oezbeekse taal en zijn merendeels soennistische moslims.

## Geschiedenis
In de 7e eeuw brachte Arabische veroveraars de Islam naar Centraal-Azië, waarna een periode van bloei en rijkdom aanbrak. Vanaf de 9e eeuw kwamen Turkse volkeren vanuit het noorden het land binnen, in de 13e gevolgd door de Mongolen. De Turkse taal en cultuur bleven echter domineren, daar de legers van Dzjengis Khan voornamelijk uit Turkstalige soldaten bestonden, die veelal achterbleven en trouwden met inheemse vrouwen. 
In 1380 veroverde de Turk Timoer een groot deel van Azië. Met hem kwamen geleerden, kunstenaars en architecten naar het gebied. In 1501 viel het gebied uiteen. 
De oorspronkelijke Oezbeken waren verwandt met de Kazachen en stichtten in de 15e eeuw het kanaat Oezbekistan in het gebied van het huidige Kazachstan. Vanuit daar veroverden ze een groot deel van het grondgebied van het huidige Centraal-Azië. De sedentaire bevolking werd door hen Sarten genoemd.
Na de Russische verovering van Centraal-Azië werd de term Sarten geleidelijk vervangen door de algemene benaming Oezbeken. Uiteindelijk werd de naam Oezbeken gebruikelijk voor de Turkstalige sedentaire bevolking, en Tadzjieken voor de Perzischtalige.
In de 20e eeuw veranderde het leven van de Oezbeken (in de nieuwe definitie van de naam) ingrijpend. Tot de oprichting van de Oezbeekse Socialistische Sovjetrepubliek in de jaren '20 beschouwden de Oezbeken zich voornamelijk als leden van een bepaalde stam of clan, maar niet als burgers van een staat. 
In 1991 werd Oezbekistan na het uitvallen van de Sovjet-Unie een onafhankelijke staat. Tegenwoordig is Oezbekistan met zijn 30 miljoen inwoners het land met de grootste bevolking in Centraal-Azië. Van de bevolking is tachtig procent Oezbeeks.

## Aantal
De meeste Oezbeken wonen in Oezbekistan (circa 28 miljoen). Daarnaast zijn er grote Oezbekische minderheden in Afghanistan (circa 3,5 miljoen), Kirgizië (circa 1 miljoen), Tadzjikistan (circa 850.000), Kazachstan (circa 605.000), Turkmenistan (circa 550.000) en Rusland (circa 290.000, Russische volkstelling 2010).

### Kazachstan
In Kazachstan leven ruim 620.000 Oezbeken: zij vormen hiermee ongeveer 3,3% van de Kazachse bevolking. De Oezbeken zijn echter ongelijkmatig over het land verdeeld: ruim 87% van hen woont in Oblast Türkistan (16% van de bevolking), terwijl ze in alle overige oblasten - exclusief Oblast Jambıl - minder dan 1% van de totale bevolking vormen. Ze vormen een meerderheid in het district Sajram (60%) en belangrijke minderheden in Türkistan (±30%), Kentaū (26%), het district Tolebi (15%) en de stad Şımkent (14%).
| 2009    | %   | 2014    | %   | 2020    | %   |
| ------- | --- | ------- | --- | ------- | --- |
| 456.997 | 2,9 | 521.252 | 3,0 | 620.324 | 3,3 |

Nagenoeg alle Oezbeken in Kazachstan zijn moslim.
Abazijnen ·
Abchaziërs ·
Achvachen ·
Adygeeërs ·
Aino ·
Aleoeten ·
Aljoetoren ·
Altaj (Oirot) ·
Andi ·
Armeniërs ·
Avaren ·
Azerbeidzjanen·
Balkaren ·
Baraba ·
Basjkieren ·
Bergjoden ·
Boerjaten ·
Chakassen ·
Chanten ·
Chinezen ·
Dargienen ·
Dolganen ·
Enetsen ·
Evenen ·
Evenken ·
Georgiërs ·
Grieken ·
Ingoesjen ·
Ingriërs ·
Itelmenen ·
Jakoeten ·
Joden ·
Joekagieren ·
Joepiken ·
Kabardijnen ·
Kalmukken ·
Kamtsjadalen ·
Karatsjajers ·
Kareliërs ·
Kazachen ·
Kereken ·
Ketten ·
Komi ·
Koreanen ·
Korjaken ·
Korjo-saram ·
Krim-Tataren ·
Lezgiërs ·
Mansen ·
Mari (Tsjeremissen) ·
Meschetische Turken ·
Mordwienen ·
Nanai ·
Negidalen ·
Nenetsen (Joeraken) ·
Nganasanen ·
Nivchen (Giljaken) ·
Nogai ·
Oedegen ·
Oedmoerten ·
Oekraïners ·
Oeltsjen ·
Oezbeken ·
Oroken ·
Orotsjen ·
Osseten ·
Polen ·
Pomoren ·
Rusland-Duitsers (inclusief Wolga-Duitsers) ·
Russen ·
Samen (Lappen) ·
Selkoepen ·
Sjoren ·
Sojoten ·
Tabassaranen ·
Perzen (Tadzjieken) ·
Taten ·
Teleoeten ·
Tofalaren ·
Tsachoeriërs (Caxur) ·
Tsjerkessen ·
Tsjetsjenen (Noxchi) ·
Tsjoektsjen ·
Tsjoelymen ·
Tsjoevanen ·
Tsjoevasjen ·
Turkmenen ·
Toevanen ·
Wepsen ·
Belarussen (Wit-Russen) ·
Wolga-Tataren ·
Woten
Achang · Akha · Bai · Baima · Blang (Bulong) · Bonan · Buyi · Dai · Daur · De'ang · Dong · Dongxiang · Drung · Evenken · Gaoshan (Taiwanese aboriginals) · Gelao · Gin (Vietnamezen) · Han · Hani · Hlai (Li) · Hui · Jingpo · Jino · Kazachen · Kirgiezen · Koreanen · Lahu · Lhoba · Lisu · Mantsjoes · Maonan · Miao (Hmong) · Mongolen · Monpa (Menba) · Mulam (Mulao) · Nanai (Hezhe) · Naxi · Nu · Oeigoeren · Oezbeken · Oroqen · Pumi · Qiang · Russen · Salar · She · Sui · Tadzjieken · Tataren · Tibetanen (Zang) · Tu · Tujia · Wa (Va) · Yao · Yi · Yugur · Xibe · Zhuang